# 8-й повітряний корпус (Третій Рейх)
8-й повітряний корпус (нім. VIII. Fliegerkorps) — авіаційний корпус, оперативно-тактичне з'єднання у складі військово-повітряних сил Німеччини за часів Другої світової війни.

## Історія
VIII-й повітряний корпус сформований 19 липня 1939 в Оппельні, як «Повітряне командування особливого призначення» (нім. Fliegerführer z.b.V.). 10 листопада 1939 перейменоване на VIII-й повітряний корпус. У період з 25 січня по 2 лютого 1945 мав назву Повітряне командування «Сілезія».

## Командири корпусу
- генерал-лейтенант, з 19 липня 1940 генерал авіації, з 1 лютого 1942 генерал-полковник Вольфрам фон Ріхтгофен (нім. Wolfram Freiherr von Richthofen) (19 липня 1939 — 30 червня 1942);
- генерал-лейтенант, з 21 січня 1943 генерал авіації Мартін Фібіг (нім. Martin Fiebig) (1 липня 1942 — 21 травня 1943);
- генерал-майор, з 1 січня 1944 генерал-лейтенант, з 1 березня 1945 генерал авіації Ганс Зайдеманн (нім. Hans Seidemann) (21 травня 1943 — 28 квітня 1945).

## Бойовий склад 8-го повітряного корпусу
- Kampfgeschwader 77;
- Sturzkampfgeschwader 77;
- Sturzkampfgeschwader 2;
- Jagdgeschwader 27 з I./Jagdgeschwader 21 та I./Jagdgeschwader 51;
- II./Lehr-Geschwader 2;
- Jagdgeschwader 26
- 2-й корпус ППО (II. Flak-Korps).

- Sturzkampfgeschwader 1;
- Sturzkampfgeschwader 2;
- Sturzkampfgeschwader 77;
- II. (Schlacht)/Lehrgeschwader 2.

- 2.(F)/Aufklärungs-Gruppe 11;
- Sturzkampfgeschwader 2;
- I./Sturzkampfgeschwader 3);
- Jagdgeschwader 27.

- 2.(F)/Aufklärungs-Gruppe 11;
- 9./Lehr-Geschwader 2;
- Sturzkampfgeschwader 2;
- I./Sturzkampfgeschwader 3;
- Jagdgeschwader 27.

- Sturzkampfgeschwader 1;
- Sturzkampfgeschwader 2;
- II./Lehrgeschwader 2;
- I./Lehrgeschwader 1;
- Kampfgeschwader 2;
- II./Kampfgeschwader 26;
- Jagdgeschwader 27;
- Jagdgeschwader 77;
- Zerstörergeschwader 26;
- Zerstörergeschwader 76.

- 2.(F)/Aufklärungs-Gruppe 11;
- Kampfgeschwader 2;
- Sturzkampfgeschwader 1;
- Sturzkampfgeschwader 2;
- II./Lehrgeschwader 2;
- I./Sturzkampfgeschwader 3;
- Zerstörergeschwader 26
- Jagdgeschwader 27;
- II./Jagdgeschwader 52

- Kampfgeschwader 2;
- Sturzkampfgeschwader 2;
- II./Sturzkampfgeschwader 3;
- Jagdgeschwader 27;
- II./Jagdgeschwader 52;
- II./Jagdgeschwader 54.

- I./Schlacht-Geschwader 1;
- II./Zerstörer-Geschwader 26;
- I./Nachtjagdgeschwader 4;
- Jagdgeschwader 51;
- II./Stuka-Geschwader 1;
- Sturzkampfgeschwader 2;
- II./Kampfgeschwader 30;
- II./Kampfgeschwader 54;
- II./Kampfgeschwader 76;
- I./Kampfgeschwader 77;
- 1-й корпус ППО (I. Flak-Korps);
- 2-й корпус ППО;
- 12-та зенітна дивізія (12. Flak-Division).

- Повітряне командування Люфтваффе «Південь» (Fliegerführer Süd);
  - II./Kampfgeschwader 126;
  - I./Jagdgeschwader 77;
- III./Jagdgeschwader 3;
- Jagdgeschwader 77;
- Sturzkampfgeschwader 77;
- Lehrgeschwader 1;
- Kampfgeschwader 51;
- Kampfgeschwader 76;
- Kampfgeschwader 100.

- Jagdgeschwader 3;
- Sturzkampfgeschwader 77;
- Schlachtgeschwader 1;
- Zerstörergeschwader 1;
- Nahaufklärungs-Gruppe 12;
- Авіаційна дивізія «Донець» (Fliegerdivision Donez).

- 2.(F)/Aufklärungs-Gruppe 11;
- Nahaufklärungs-Gruppe 6;
- Kampfgeschwader 55;
- Sturzkampfgeschwader 2;
- Sturzkampfgeschwader 77;
- Schlachtgeschwader 1;
- IV.(Panzer)/Schlachtgeschwader 9;
- Jagdgeschwader 3;
- Jagdgeschwader 52;
- угорські частини ВПС.

- Kampfgeschwader 27;
- Kampfgeschwader 53;
- Schlachtgeschwader 10;
- Schlachtgeschwader 77;
- Nachtschlachtgruppe 4;
- Jagdgeschwader 51;
- Jagdgeschwader 54;
- 2.(F)/Aufklärungs-Gruppe 11.

- Schlachtgeschwader 77;
- Nachtschlachtgruppe 4;
- Jagdgeschwader 52;
- Fernaufklärungs-Gruppe 3;
- Nahaufklärungs-Gruppe 2;
- Nahaufklärungs-Gruppe 15